# Charles Burrell
Charles Burrell & Sons was aan het eind van de 19de eeuw een internationaal erkend producent van stoom- en landbouwmachines. Burrell heeft wereldwijd machines uitgevoerd en dat maakte van hem zowat de voornaamste werkgever in Thetford, Groot-Brittannië. Charles was de neef van Joseph Burrell, die al sinds 1803 een producent van landbouwmachines was, samen met zijn twee broers James en William. Het was Charles Burrell (de zoon van James) die echter voor de firma een eerste stoommachine op de markt bracht.

## Geschiedenis

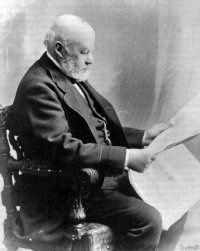
Charles Burrell (1817-1906)

Het begon allemaal in de metaalgieterij St. Nicholas, gelegen tussen St Nicholas Lane en Minstergate Street in Thetford. Burrell had eerder al een gieterij op de hoek van Tanner Street en King street, maar alle producten die Burell de bekendheid hebben gegeven die ze verdiend heeft werden op de eerstvernoemde plaats ontwikkeld.
In 1831 overleed Joseph Burrell en James nam de leiding over. Toen zes jaar later ook James overleed, kreeg de toen 20-jarige Charles Burrell de zaak in handen. Het was onder hem dat de zaak zijn naam kreeg: "Charles Burrell, Engineers and Agricultural Machinists". Burrell trok naar alle belangrijke landbouwbeurzen in Engeland en bouwde alzo relatief snel nationale bekendheid op.
Deze eerste machine van Burrell was er een van het type "verplaatsbare machine". Het ging om een eencilindermachine die initieel werd ontwikkeld in 1846 en commercieel leverbaar was vanaf 1848, het jaar waarin tevens een eerste dorsmachine werd aangeboden.  Er werden verschillende modellen aangeboden: van 5, 6, 7 en 8 nominale paardenkracht voor een stukprijs van om en bij de 180 Britse pond.
Al snel produceerde de firma ook zelf voortbewegende machines en rond de eeuwwisseling was er geen type stoommachine dat aan het productievermogen van Burrell ontsnapte: tractors, ploegmachines, lorries, wegloco's en stationaire machines waren zelfs slechts een onderdeel van het uitgebreide productgamma, waaronder zelfs roomijs- en vleessnijmachines te vinden waren. Tijdens de Eerste Wereldoorlog voorzag Burrell het geallieerde leger van munitie.
Vanaf het prille begin in 1803 heeft Burrell and Sons zich ontpopt tot 's werelds leidinggevende producent van stoomtractors. Tijdens de hoogdagen werden meer dan 300 personen tewerkgesteld en werd naar alle uithoeken van de wereld geëxporteerd.
De 4de juni van het jaar 1928 was de datum van Burrells sluiting. Nieuwe technologieën en een mislukte overname deden de firma de das om. Toch kon de firma terugblikken op een productiegeschiedenis van 4094 stoommachines. Ongeveer 10 percent van dit aantal is vandaag de dag gerenoveerd of ten minste beschermd. Dit wil zeggen dat nog altijd honderden machines wereldwijd worden bewonderd en blijvend beschouwd als de "Rolls Royces" van de stoommachines.

## Productgeschiedenis

### Jaren 1850: Burrell en Boydell
In 1855 ontstond de in stoommiddens bekende naamcombinatie Burrell-Boydell. Het was op de Royal Agricultural Society Exhibition in Carlisle in het jaar 1855 dat de ingenieur James Boydell met Charles Burrel een samenwerkingsakkoord sloot: Burrell zou het zogenaamde "Boydell wiel" toepassen op zijn zelfaangedreven machines.
Boydell ontwierp een speciaal wiel om tegemoet te komen aan twee belangrijke problemen die zich stelden bij te introductie van stoommachines op de landbouwterreinen. Hij wilde voorkomen dat de grond onbedoeld werd omgeploegd wanneer zelfaangedreven machines de akkers doorkruisten, en anderzijds vermijden dat deze machines in de soms slijkerige ondergrond volledig vast kwamen te zitten. Het moet gezegd worden dat in den beginne de wielen van deze machines nog relatief smal waren en tevens niet of bijna nooit voorzien van één of andere profiel om meer grip te krijgen bij het rijden. Vastgelopen machines (vooral ploegmachines) waren dan ook, vooral bij regenweer, een zeer frequent voorkomend probleem.
James Boydell bedacht en patenteerde in 1846 het zogenaamde "eindeloze spoorwegwiel". Dit wiel moest de twee voornoemde problemen voor eens en voor goed uit de wereld helpen.
Het was in 1856 dat Burrell zijn eerste machine, uitgerust met Boydells wiel, afwerkte. Het was uitgerekend het jaar dat Garrett uit Leiston een gelijkaardig wiel demonstreerde op de Royal Agricultural Society Exhibition in Chelmsford. Burrells nieuwe machine verscheen het jaar daarop in de catalogus.
De eerste versie was een twee-cilinder machine, met een cilinder aan iedere zijde van de ketel. Hij was uitgerust met twee versnellingen en kon zes ploegscharen trekken. Algauw kwam de vraag naar meer specifieke versies. Amper twee jaar na de eerste catalogusopname werden niet minder dan zes verschillende types van deze Burrell-Boydell machine aangeboden. De export was onverwacht groot, met name naar India, Egypte en zelfs Brazilië. De laatste versie van de Burrell-Boydell reeks stamt uit 1862 en was in die tijd verkrijgbaar voor ongeveer 750 Britse Pond.

### Jaren 1860-1880: de kettingaangedreven machines
Vanaf de vroege jaren 1860 gingen de nieuwe ontwerpen al snel meer in de richting van kettingaangedreven modellen. Deze tendens werd ongeveer 20 jaar volgehouden en moest uiteindelijk plaatsmaken voor tandwielaandrijvingssystemen, die mogelijk werden door het gebruik van hoog kwalitatief staal.
Het kettingaangedreven ontwerp van 1863 had een cilinder boven op de ketel en een van een tandwiel voorziene as die via de excentriek met de krukstang verbonden was. Op dit tandwiel lag de ketting, die verbonden was met een groot tandwiel op de achterste wielas van het chassis. Voor de machine waren twee personen nodig; de besturing was immers nog steeds vooraan, terwijl de stoker achteraan plaatsnam, waar ook de steenkool werd opgeslagen.
De kettingaangedreven techniek evolueerde rond 1869, toen de aan de stoommachine gekoppelde aandrijfas van meerdere tandwielen van verschillende grootte (een voor traag rijden en een voor snel rijden) werd voorzien, om op die manier de snelheid beter de kunnen regelen. Tevens werden beide achterwielen voorzien van een tandwiel, hetgeen wil zeggen dat aan beide kanten van de ketel zich nu een aandrijfketting bevond. De koppeling werd bediend door de stuurman vooraan.
In de vroege jaren 1870 werden nogmaals een aantal verbeteringen uitgevoerd. Op vlak van de aandrijving werd een oplossing geboden voor het probleem van de kettingspanning, die nu regelbaar werd en aldus kon aangepast worden naarmate het gebruik van de machine. Een handrem (die er op eerdere modellen dus nog niet was) werd geïntroduceerd alsook een opwindspoel. Op het einde van de twee decennia van de kettingaandrijving werden nog twee machines gebouwd met een differentieelaandrijving op de achteras.

### Jaren 1870 en later: de tandwielaangedreven machines
De eerste Burrell machine met tandwielaandrijving verliet in 1872 de poort van de Thetford fabriek. Het was een machine met een twee versnellings-overbrenging, echter zonder differentieel op de achteras.
Latere modellen hadden allen wel één of meerdere verbeteringen, maar geen vermeldenswaardige, en dit tot het jaar 1875, wanneer een differentieel-overbrenging op de derde as werd gemonteerd en tevens een reservewatertank onder de voetplaat achteraan.  Naar het schijnt werd dit model voor het eerst gebruikt door een rondtrekkende kermisattractie-fabrikant: Savages, die gevestigd was in Kings Lynn en bekend was om zijn paardencarrousels.